# Oufo

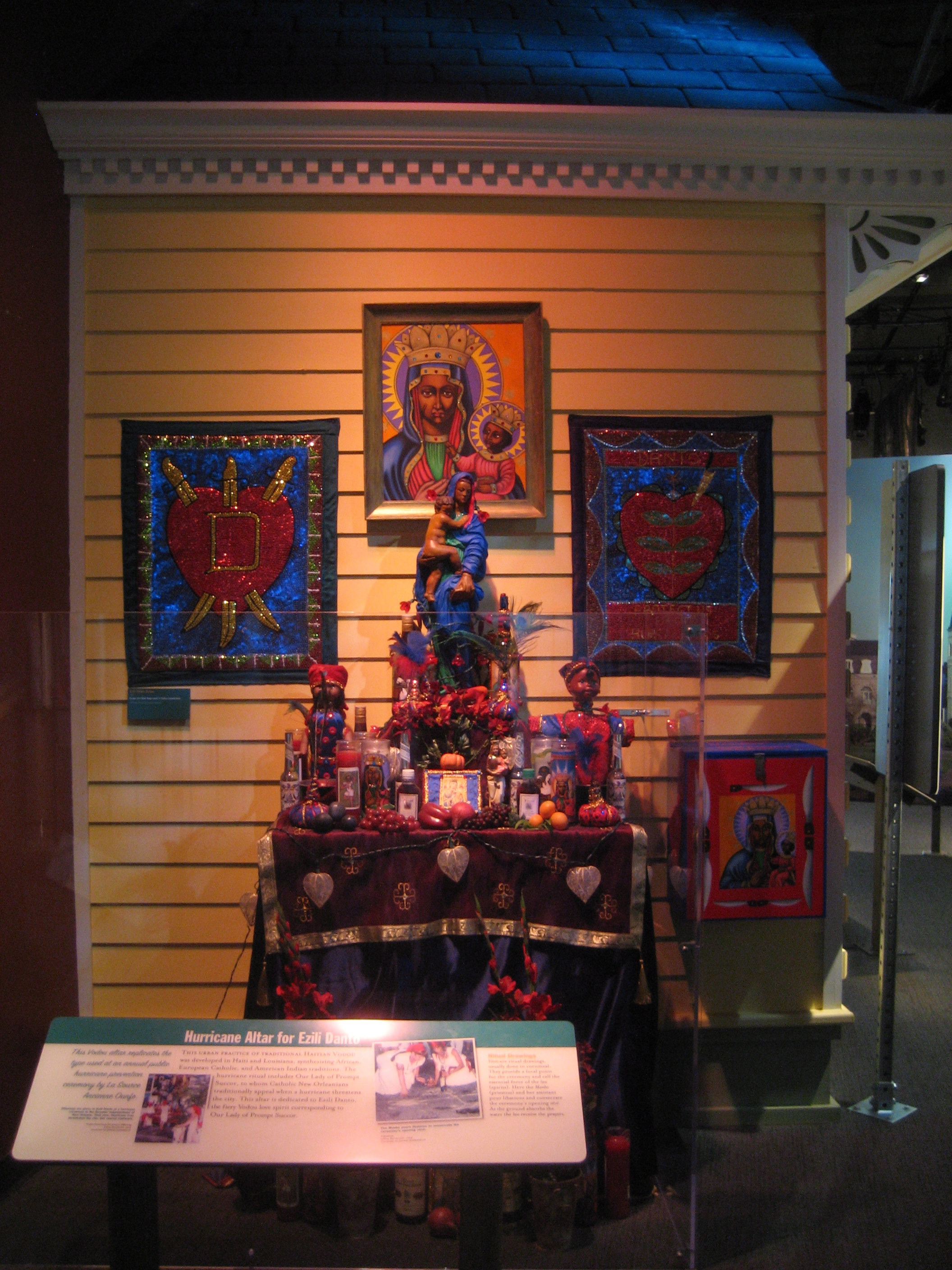
Autel vaudou moderne, présenté au musée de Baton Rouge en Louisiane.

L'oufo ou oufò ou hounfor est le temple dans la religion vaudou en Haïti.
L'oufo consiste en un péristyle, l'espace sacré au milieu duquel se dresse le potomitan ou "poteau-mitan". Il s'agit d'un mât couvert des attributs des esprits, servant à symboliser la communication entre le monde des humains et le monde du dieu inaccessible. C'est autour du potomitan que la mambo ou le houngan dessinent les vévés. Un socle autour du poteau reçoit les offrandes aux lwas.
Près du péristyle se trouve le bagui ou sobagui, la chambre des mystères. C'est le sanctuaire où se trouvent les autels. L'autel, le pè ou pedji, est couvert de wangas ou paquets magiques ficelés, d'images, de poupées, de cruches entourées de colliers, les govis. D'autres objets correspondant aux attributs des lwas sont suspendus aux murs afin qu'ils soient revêtus par les fidèles possédés.